# Cem Sultan Ungan
Cem Sultan Ungan (* 1967 in Eskişehir, Türkei) ist ein deutscher Film- und Theaterschauspieler türkischer Herkunft. Im Theaterbereich betätigt er sich auch als Regisseur und Autor.
Ungan lebt seit seinem fünfzehnten Lebensjahr in Deutschland, zunächst in Berlin. Nach seiner Schauspielausbildung hatte er ab 1985 Engagements am Theater Tiyatrom, Stadttheater Duisburg, Deutschen Theater, Schauspielhaus Leipzig und der Staatsoper Unter den Linden. Bei der Shakespeare Company Berlin arbeitete er mit u. a. Thomas Ostermeier und Doris Dörrie zusammen. 
Am Hebbel am Ufer inszenierte Ungan sein zusammen mit Tuncay Gary geschriebenes Theaterstück Die Mehmet-Show (2007) selbst, welches auch Aufführungen an anderen Spielstätten erlebte.
Neben der Theaterarbeit hatte Ungan zahlreiche Rollen in Kino- und Fernsehfilmen.

## Quelle
- http://www.ballhausnaunynstrasse.de/KUENSTLER-INNEN-N-S.24.0.html